# Marzenin (Łódź)
Marzenin is een plaats in het Poolse district  Łaski, woiwodschap Łódź. De plaats maakt deel uit van de gemeente Sędziejowice en telt 580 inwoners.